# Gilles Charpentier
Pour les articles homonymes, voir Charpentier (homonymie).
Gilles Charpentier, né le 1er septembre 1927 à Lorient (Morbihan) et mort le 24 janvier 2024 à Paris,, est un homme politique français.

## Biographie
Gilles Charpentier est le fils d'un médecin militaire de la Marine, Raymond Charpentier. Par son père, il est le petit-fils de Léon Charpentier, homme politique radical, sénateur des Ardennes et maire de Sedan.
Lui-même médecin, Gilles Charpentier s'installe à Sedan en 1958. Militant associatif avant d'être militant politique, il s'implique d'abord dans le développement des Maisons des Jeunes et de la Culture et occupe diverses fonctions au sein de la Fédération française des MJC. Il siège notamment à son conseil national entre 1969 et 1972.
Lors des élections municipales de 1971, Gilles Charpentier est conseiller sortant et candidat à sa réélection sur une liste composite dirigée par le maire Henri Gochard, à Sedan. Pendant l'entre-deux tours, il rejoint la liste socialiste menée par Jean-François Dromby, laquelle finit par emporter la mairie. Dromby s'efface devant Gilles Charpentier qui est élu maire de Sedan.
À la suite du congrès d'Épinay, tenu en juin 1971, Gilles Charpentier adhère au Parti socialiste. À la faveur de la campagne pour une élection municipale partielle à Sedan en juin 1973, Charpentier reçoit dans sa ville le premier secrétaire du PS, François Mitterrand, venu en soutien. Cet engagement militant amène le maire de Sedan à occuper entre 1978 et 1981 les fonctions de secrétaire fédéral du Parti socialiste des Ardennes.
Aux élections municipales de 1977, la liste socialiste est élue dès le premier tour et Charpentier reste maire de Sedan. Par la suite, il poursuit son implantation locale en se faisant élire conseiller général du canton de Sedan-Est en 1979.
En 1981, Gilles Charpentier est élu député en battant au deuxième tour de l'élection le sortant Jacques Sourdille, candidat du RPR. A l'Assemblée nationale, il siège dans le groupe socialiste, majoritaire. Lors du renouvellement municipal de 1983, Charpentier choisit de conserver ses mandats de député et de conseiller général, conformément aux engagements pris auprès du parti et ne brigue donc pas un troisième mandat de maire. Son adjoint aux travaux, Claude Démoulin est choisi par les socialistes sedanais pour mener une liste. Vainqueur, il conserve la mairie de Sedan au Parti socialiste.
Au cours de ses deux mandats municipaux, Gilles Charpentier doit faire face à une situation financière dégradée. Le Sedanais est en effet fortement touché par la désindustrialisation. La région voit la fermeture de nombreuses usines, tant dans le textile ou dans la sidérurgie. Sedan perd aussi en 1979 l'un de ses fleurons industriels, la Grande brasserie ardennaise. Cela n'empêche pas pour autant la modernisation du tissu urbain de la ville (construction d'une piscine, d'une salle de spectacle, de logements sociaux et rénovations de quartiers). Les deux mandatures de Charpentier, partisan de la décentralisation, sont aussi marqués par sa vive opposition aux services de l'État, au sujet de l'hôpital de la ville, ou aux caciques de la droite locale, notamment le député de l'arrondissement de Sedan, Jacques Sourdille.
Pour l'élection législative de 1986, le scrutin d'arrondissement est abandonné au profit de la proportionnelle avec constitution de listes départementales. Souhaitant le renouvellement de son mandat, Gilles Charpentier figure sur la liste socialiste, avec Gérard Istace, menée par Roger Mas. A l'issue du vote, seul ce dernier est élu.

## Détail des fonctions et des mandats
Mandat parlementaire
- 21 juin 1981 - 1er avril 1986 : député de la 3e circonscription des Ardennes

Mandats locaux
- Maire de Sedan, de 1971 à 1983
- Conseiller général des Ardennes, élu dans le canton de Sedan-Est, de 1979 à 1985
- Conseiller régional de la région Champagne-Ardenne, de 1981 à 1986